# 大崎镇
大崎镇是中华人民共和国湖北省黄冈市罗田县下辖的一个镇。
2013年，湖北省民政厅批复同意撤销大崎乡，设立大崎镇。

## 行政区划
大崎镇下辖以下村级行政区划单位：
李婆墩村、岗背畈村、卢家冲村、花河边村、溢流河村、陈家畈村、乱石窠村、祁祥岭村、项家河村、泗泊河村、余家山村、三解元村、大城坳村、平头岭村、祁家冲村、卢家山村、西城岗村、刘家庙村、双河口村、牌楼垸村、土库仓村、黄土岭村、花桥河村、侯家山村、陈家河村、毛田村、大屋村、汪家河村、燕子岩生活区和周家山生活区。